# Alfonso Estupiñán
Alfonso Estupiñán Quirós (Puntarenas; 4 de junio de 1948) es un exfutbolista costarricense que jugaba como defensa.

## Trayectoria
Fungió como jugador del equipo de ciudad, el Municipal Puntarenas, donde debutó el 13 de junio de 1965, en una derrota ante Orión de 2-1. Su primer gol cayó un mes y diez días después, cuando anotó el segundo de otra derrota ante el Saprissa por 4-2.
Luego fichó por Alajuelense y con los rojinegros, obtuvo la Primera División en 1970 y 1971, la Copa Metropolitana 1974 y la Copa Juan Santamaría 1977.
Posteriormente estuvo con el Limonense en 1978 y con Ramonense se retiró en 1981, en otra derrota de 2-1 ante su exequipo Alajuelense y anotó el gol de su equipo de penal. En total, anotó 12 goles en la Primera División de su país en 421 partidos.

## Selección nacional
Su debut con la selección de Costa Rica se dio el 29 de octubre de 1967 en una derrota de tres por uno ante El Salvador. Jugó las eliminatorias hacia la Copa Mundial de 1970 y 1978, y el Campeonato de Naciones de la Concacaf de 1969 y 1971.

### Participaciones en Campeonatos Concacaf
| Copa                                          | Sede              | Resultado     | Part. | Goles |
| --------------------------------------------- | ----------------- | ------------- | ----- | ----- |
| Campeonato de Naciones de la Concacaf de 1969 | Costa Rica        | Campeón       | 0     | 0     |
| Campeonato de Naciones de la Concacaf de 1971 | Trinidad y Tobago | Tercer puesto | 4     | 1     |

## Clubes
| Club                 | País       | Año       |
| -------------------- | ---------- | --------- |
| Municipal Puntarenas | Costa Rica | 1965-1969 |
| Alajuelense          | Costa Rica | 1969-1978 |
| Cartaginés (cesión)  | Costa Rica | 1974      |
| Limonense            | Costa Rica | 1978-1980 |
| Ramonense            | Costa Rica | 1980-1981 |

## Palmarés

### Títulos nacionales
| Título           | Equipo      | País       | Año  |
| ---------------- | ----------- | ---------- | ---- |
| Primera División | Alajuelense | Costa Rica | 1970 |
| Primera División | Alajuelense | Costa Rica | 1971 |
| Torneo de Copa   | Alajuelense | Costa Rica | 1974 |
| Torneo de Copa   | Alajuelense | Costa Rica | 1977 |

### Títulos internacionales
| Título                                | Equipo     | Sede     | Año  |
| ------------------------------------- | ---------- | -------- | ---- |
| Campeonato de Naciones de la Concacaf | Costa Rica | San José | 1969 |